# سعید کشن‌فلاح
سعید کشن‌فلاح (۱۳۳۵ - ۱۳۹۵)، کارگردان تئاتر، استاد دانشگاه هنر و بازیگر اهل ایران بود. وی دبیر جشنواره تئاتر فجر، رئیس دانشگاه هنر تهران و مدیر دفتر هنرهای نمایشی حوزه هنری بود. وی با همراهی با محسن مخملباف، مجید مجیدی، رسول ملاقلی‌پور، کمال تبریزی و محمدرضا هنرمند تشکیلاتی به اسم حوزه اندیشه و هنر اسلامی را بنیان نهاد.
فرید کشن‌فلاح، برادر کوچک‌تر او نیز در اردیبهشت ۱۳۹۵ درگذشت.

## درگذشت
وی در ۲۴ مهر ۱۳۹۵ در همدان درگذشت.

## نمایش‌ها
- واتسلاو[۶]
- مرگ آوا
- حکم دادگاه
- روشنایی تیره
- بی‌ریشه
- لیرشاه
- تیر غیب
- صابرین
- خواستگاری

### بازیگری
- گورکن (فیلم) (۱۳۶۳)
- بایکوت (فیلم) (۱۳۶۴)
- کوسه‌ها (۱۳۷۳)
- عقود (۱۳۶۳)

## کتاب در مورد سعید کشن‌فلاح
نقش سعید (شناختنامه) مهدی مظفری ساوجی، انتشارات سوره مهر، ١٣٩٨